# Soule (rugbi)
La soule era un joc de pilota que es practicava a la França de l'antic règim i que actualment es torna a practicar en algunes regions de França.

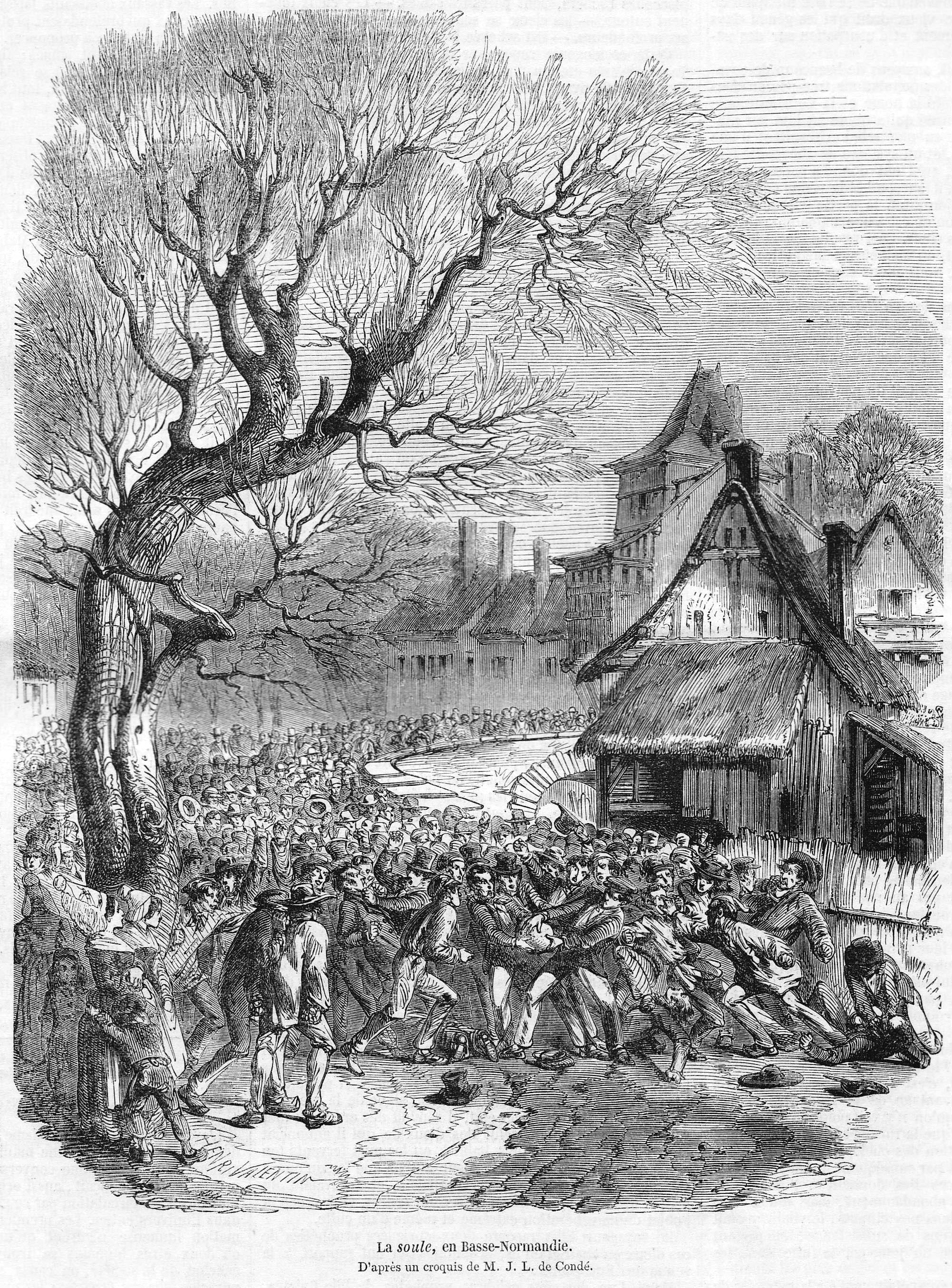
Partit de soule a la Baixa Normandía el 1852.

## Descripció del joc
És un joc que s'ha considerat l'antecessor del rugbi. En ell, dos equips repartits en un terreny, han de col·locar la pilota de cuir, tela o fusta (denominada soule o choule) que és llançada per un àrbitre, a un lloc prèviament indicat. Es jugava a l'aire lliure. Els jugadors o "souleurs" partien d'un lloc fix (el cementiri, un prat, un castell...) i havien d'arribar a un lloc indicat per posar-hi la pilota. El lloc d'arribada podia ser qualsevol, la llar d'una casa, per exemple. L'equip no era d'un nombre definit de persones; podia estar format per tots els homes sans de dos o més pobles, pels casats que jugaven contra els solters, etc. El joc, bàsicament consistia en una cursa que era interrompuda per baralles (melés) més o menys acarnissades. Les regles eren fluctuants i normalment les autoritats estaven en contra de la pràctica d'aquest esport, ja que no era estrany que diversos jugadors patissin fractures importants.

## Història
Un dels documents més antics que menciona la soule és una ordenança de Carles V de França del 3 d'abril de 1365, en la qual es diu "que no pot figurar entre els jocs que serveixen per a l'exercici del cos". El 1440, el bisbe de Tréguier amenaçà als jugadors amb l'excomunió i una multa de 100 sous. Va ser molt jugat fins a l'època de la Revolució Francesa quan la seva afició va quedar reduïda a l'àrea de Morbihan.